# البليدة
مدينة البُلَيْدَة (باللهجة المحلية: بْلِيدَة)، وتلقب كذلك باسم مدينة الورود، هي مدينة جزائرية وعاصمة ولاية البليدة، أسسها الأندلسيون في القرن السادس عشر بعد خروجهم من الأندلس.
مدينة البليدة مدينة سهلية مدينة الخضار والسهول المتنوعة وبها الكثير من مزارع الفواكه. ولها جبل كبير يسمى الشريعة الواقع بجبال الأطلس البليدي، وهو كالردء لها من أي عدو قادم من الصحراء.
وفي المدينة آثار قديمة وبها مقابر للمسلمين وللنصارى البائدين واليهود.
و البليدة معروفة بمدينة الورود لكثرة الورود والحدائق فيها التي جلبها سيدي الكبير المعروف في المنطقة من اسبانيا.
و تزدهر البليدة بالصناعة التقليدية خاصة الطرز على القماش والملابس التقليدية وصناعة تقطير ماء الزهر الطبيعي ومربى البرتقال لكثرة تواجده في المنطقة حتى في وسط المدينة ويلاحظ انتشار أشجار الياسمين الأبيض المتدلية من أسوار الأبنية والمنازل ونباتات زهرية عطرة متنوعة خاصة الريحان ومشهورة بأكلاتها الشعبية الطيبة كـ«الحَمَّأمة» وهو عبارة عن كسكس مصنوع بعصير الأعشاب الطبية العطرة  كالزعتر والحلحال....إلخ وتشتهر البليدة بمساجدها العتيقة كمسجد العتيق وابن سعدون ومسجد الكوثر الذي كان كنيسة في فترة الاستعمار الفرنسي ومشهورة بروادها الكبار من المجاهدين كبونعامة جيلالي والحطاح محمد.

## أصل التسمية
كلمة «البليدة» هي تصغير الكلمة العربية «بَلْدة».

## الجغرافيا

### التضاريس
تقع مدينة البليدة عند سفح المنحدر الشمالي للأطلس البليدي وجنوب سهل متيجة على ارتفاع 260 متراً.

### المناخ
تحمي سلسلة جبال الأطلس التلي البليدة من الرياح الجنوبية الجافة، هذه الحماية تمنح المنطقة مناخاً متوسطياً جيداً للزراعة.
| البيانات المناخية لـمدينة البليدة | البيانات المناخية لـمدينة البليدة | البيانات المناخية لـمدينة البليدة | البيانات المناخية لـمدينة البليدة | البيانات المناخية لـمدينة البليدة | البيانات المناخية لـمدينة البليدة | البيانات المناخية لـمدينة البليدة | البيانات المناخية لـمدينة البليدة | البيانات المناخية لـمدينة البليدة | البيانات المناخية لـمدينة البليدة | البيانات المناخية لـمدينة البليدة | البيانات المناخية لـمدينة البليدة | البيانات المناخية لـمدينة البليدة | البيانات المناخية لـمدينة البليدة |
| الشهر                             | يناير                             | فبراير                            | مارس                              | أبريل                             | مايو                              | يونيو                             | يوليو                             | أغسطس                             | سبتمبر                            | أكتوبر                            | نوفمبر                            | ديسمبر                            | المعدل السنوي                     |
| --------------------------------- | --------------------------------- | --------------------------------- | --------------------------------- | --------------------------------- | --------------------------------- | --------------------------------- | --------------------------------- | --------------------------------- | --------------------------------- | --------------------------------- | --------------------------------- | --------------------------------- | --------------------------------- |
| متوسط درجة الحرارة الكبرى °ف      | 59                                | 61                                | 63                                | 68                                | 72                                | 77                                | 82                                | 84                                | 81                                | 73                                | 64                                | 59                                | 70                                |
| متوسط درجة الحرارة الصغرى °ف      | 48                                | 48                                | 52                                | 54                                | 59                                | 64                                | 70                                | 70                                | 68                                | 63                                | 55                                | 50                                | 58                                |
| متوسط درجة الحرارة الكبرى °م      | 15                                | 16                                | 17                                | 20                                | 22                                | 25                                | 28                                | 29                                | 27                                | 23                                | 18                                | 15                                | 21                                |
| متوسط درجة الحرارة الصغرى °م      | 9                                 | 9                                 | 11                                | 12                                | 15                                | 18                                | 21                                | 21                                | 20                                | 17                                | 13                                | 10                                | 15                                |
| المصدر: Weatherbase, statistiques |                                   |                                   |                                   |                                   |                                   |                                   |                                   |                                   |                                   |                                   |                                   |                                   |                                   |

### الموقع
تقع المدينة على بعد 47 كم جنوب غرب الجزائر العاصمة، و26 كم شمالاً من المدية، أي في الحدود الجنوبية من سهل متيجة بعيداً عن البحر المتوسط بـ 22 كم.
اتسعت رقعة المناطق الحضرية في البليدة مشكلة المناطق التالية: أولاد يعيش، الصومعة، بوعرفة، قرواو، بني مراد.
| بني مراد   | بني تامو | وادي العلايق |
| أولاد يعيش | البليدة  | الشفة        |
| الشريعة    | بوعرفة   | الشفة        |

### تجمعات البلدية
- وسط البليدة
- سيدي الكبير
- تافراوت
- نادر أورو
- حنوس
- تبرقاشنت
- تيميزرت
- دردارة
- القنار
- سيدي فرقاني
- عين السلطان
- يما مغيثة
- الشيخ بن عيسى
- الحماليت
- قماريز
- العقبة الحمراء
- بن بولعيد
- سيدي عبد القادر
- بن عاشور
- مرمان
- بني صبيحة
- القساسمة
- وادي الأبرار

## تطور عدد السكان

### التطورات
بحسب التعداد العام للسكان لعام 2008، يقدر عدد سكان المنطقة الحضرية للبليدة بحوالي 331,779 نسمة، بينما يبلغ عدد سكان بلدية البليدة 163,586 نسمة مقابل 116,949 عام 1977.
| السنة  | 1847 | 1853 | 1882  | 1886  | 1892  | 1896  | 1899  | 1901  | 1906  | 1911  | 1921  | 1926  | 1931  | 1936  | 1948  | 1954  | 1960  | 1966  | 1974   | 1977   | 1987   | 1998   | 2008   |
| ------ | ---- | ---- | ----- | ----- | ----- | ----- | ----- | ----- | ----- | ----- | ----- | ----- | ----- | ----- | ----- | ----- | ----- | ----- | ------ | ------ | ------ | ------ | ------ |
| السكان | 7487 | 8619 | 11000 | 24200 | 23700 | 25300 | 27800 | 29100 | 33300 | 35500 | 36400 | 24800 | 39400 | 40100 | 61600 | 67900 | 93000 | 99200 | 108900 | 116949 | 127284 | 144225 | 163586 |

### هرم الأعمار
توزيع عدد سكان البلدية حسب الفئات العمرية عام 2008:
- نسبة الرجال: 49.55 % (0 إلى 9 = 9.53 %، 10 إلى 19 = 9.45 %، 20 إلى 29 = 8.83 %، 30 إلى 39 = 7.47 %، 40 إلى 49 = 6.29 %، 50 إلى 59 = 4.08 %، 60 إلى 69 = 2.25 %، 70 إلى 79 = 1.40 %، أكثر من  80 = 0.25 %) ;
- نسبة النساء: 50.45 % (0 إلى 9 = 9.04 %، 10 إلى 19 = 9.05 %، 20 إلى 29 = 9.27 %، 30 إلى 39 = 7.96 %، 40 إلى 49 = 6.25 %، 50 إلى 59 = 3.97 %، 60 إلى 69 = 2.43 %، 70 إلى 79 = 1.55 %، أكثر من 80 = 0.31 %).

| ذكور | فئة عمرية     | إناث |
| ---- | ------------- | ---- |
| 0٫25 | 80 سنة فأكثر  | 0٫31 |
| 1٫40 | 70 إلى 79 سنة | 1٫55 |
| 2٫25 | 60 إلى 69 سنة | 2٫43 |
| 4٫08 | 50 إلى 59 سنة | 3٫97 |
| 6٫29 | 40 إلى 49 سنة | 6٫25 |
| 7٫47 | 30 إلى 39 سنة | 7٫96 |
| 8٫83 | 20 إلى 29 سنة | 9٫27 |
| 9٫45 | 10 إلى 19 سنة | 9٫05 |
| 9٫53 | 0 إلى 9 سنة   | 9٫04 |

## التاريخ

### في العهد العثماني
تأسست مدينة البليدة في القرن السادس عشر على يد أحمد سيدي الكبير سنة 1535  بمشاركة المسلمين الأندلسيين الذين استقروا في «الوريدة» (الاسم الأول للبليدة) ثم حولوا الأراضي غير المزروعة إلى بساتين بفضل غرس أشجار البرتقال وفن الري. كما أنهم أدخلوا إلى المنطقة فن التطريز على الجلد.
تنسب الأسطورة المحلية سيد أحمد بن يوسف الملقب بـ«الكبير» إلى الأصول الأندلسية، لكنه في الأصل من الصحراء الغربية. بناءً على طلب خير الدين بربروس، الذي وفر الموارد المالية اللازمة لخزائن إيالة الجزائر، أنشأ نواة مدينة البليدة لاستيعاب اللاجئين الأندلسيين. وبحسب التقليد الشفهي صرخ وهو يتأمل المدينة: «أَسْمَوْكِ «البليدة»، وأنا أسميك «الوريدة»» (تصغير كلمة «وردة»).
تحت الحكم العثماني، كبرت المدينة، وأصبحت مكانًا للراحة والحنين للحكام الأتراك في الجزائر العاصمة. قام العثمانيون ببناء أبواب ضخمة في كل من المداخل:
1. باب الجزائر،
2. باب الرحبة،
3. باب السبت،
4. باب الزاوية،
5. باب القصب،
6. باب القبور،
7. باب الخويخة؛

هذه الأبواب لم تعد موجودة إلى يومنا هذا.
كما تعرضت المدينة لزلازل متكررة. في عام 1817، قتل وباء الطاعون 70 إلى 100 شخص يوميًا لمدة عام. في مارس 1825، دمر زلزال المدينة مما تسبب أيضًا في عدد كبير من الضحايا بين سكانها.

### في عهد الاستعمار الفرنسي

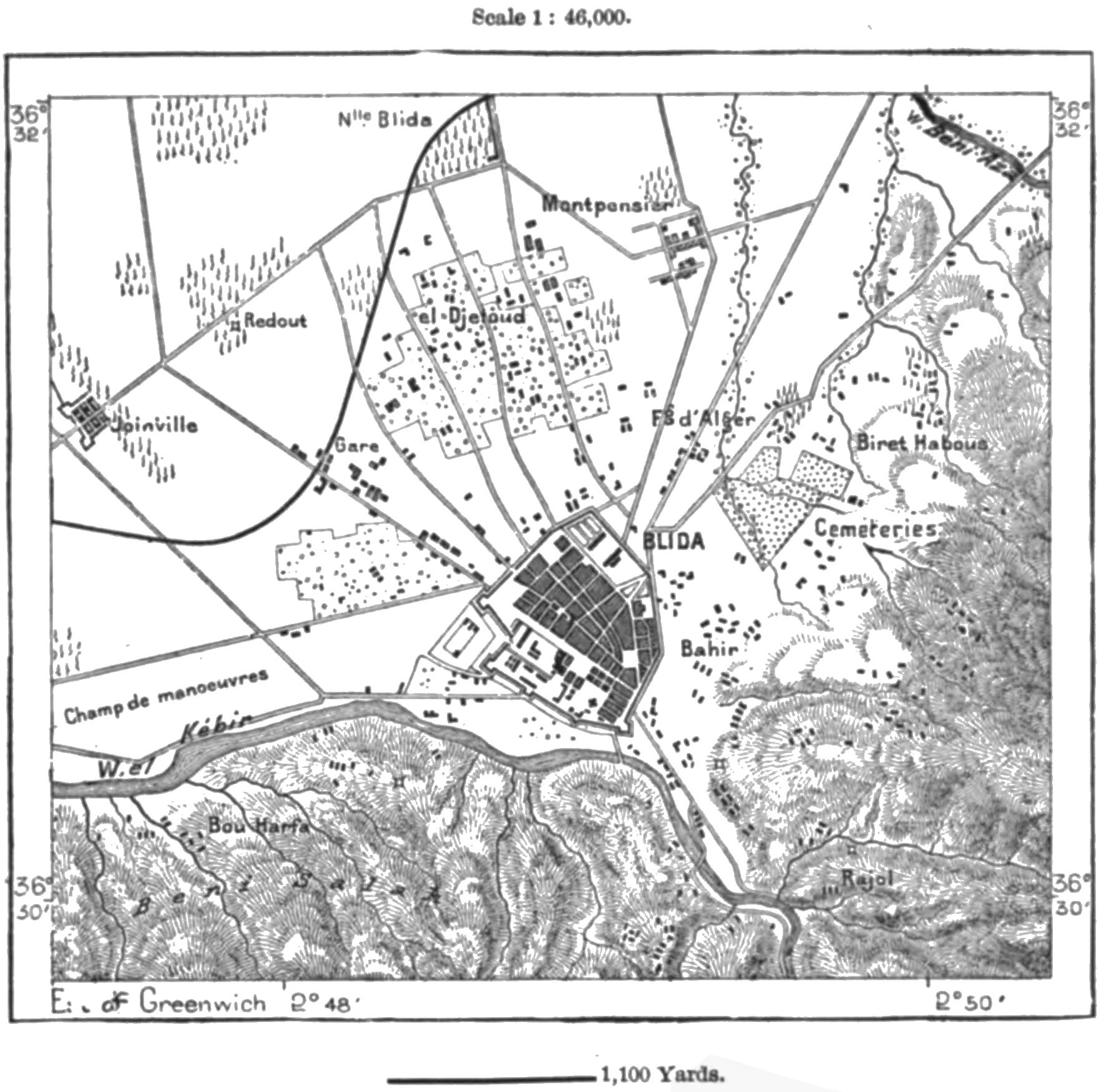
تخطيط مدينة البليدة

سيطرت القوات الفرنسية على البليدة عام 1839، بعد تسع سنوات من بدء احتلال الجزائر عام 1830، وبعد محاولات عديدة للاحتلال. قاموا ببناء ثكنات عسكرية كبيرة، مما جعل البليدة مدينة حامية للجيش الفرنسي طوال فترة الاستعمار الفرنسي. بلغ عدد سكانها 61600 نسمة في عام 1950. وهي المدينة الثانية لعمالة الجزائر.
دمره زلزال عام 1825، أعاد الفرنسيون بناء البليدة وفقًا للتخطيط المصبعي الحديث (الشوارع بزاوية قائمة ومنازل منخفضة). على أبواب المدينة، تم إنشاء ثلاث قرى استيطانية:
- Joinville (حي زعبانة حاليًا)
- Montpensier: 1843 (حي بن بولعيد حاليًا)
- Dalmatie: 1844 (أولاد يعيش حاليًا) في عام.

في عام 1848، تم تأسيسها كبلدية أما في عام 1867، دمر زلزال آخر المدينة.

### بعد الاستقلال

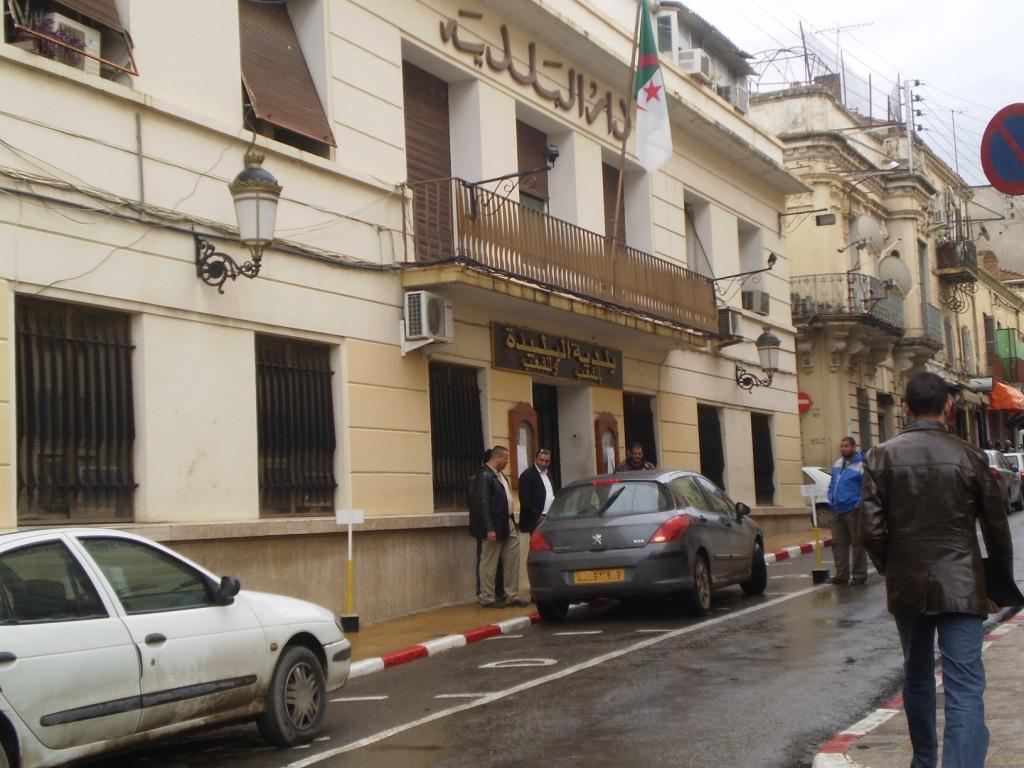
مقر بلدية البليدة

بعد الاستقلال، أصبحت البليدة، التي كانت دائرةً سابقةً لعمالة الجزائر الفرنسية، عاصمة الولاية عام 1974. وأصبحت، بطريقة ما، عاصمة متيجة. ومع ذلك، وبسبب قربها من منطقة العاصمة الجزائرية، تعمل البليدة كالجزائر العاصمة الثانية. تستوعب الوظائف والتجهيزات التي لم تجد مكانًا في العاصمة. ويضم جامعة والمركز الوطني للصيانة التابعة لشركة سوناطراك ومناطق سكنية جديدة تهدف إلى استيعاب السكان الذين تجذبهم العاصمة.
بعد الاستقلال، شهدت المدينة نزوحًا ريفيًّا كبيرا. وقد انتقلت من تاسع أكبر مدينة في البلاد عام 1954، إلى المرتبة الخامسة عام 1977، والسادسة عام 1987، والخامسة مرة أخرى عام 2008. 
وقد صاحب هذه الزيادة الديموغرافية مشاكل في السكن، على الرغم من المشاريع السكنية الكبيرة التي نفذتها الدولة. 
أثار الدفع الحضري الاندماج في النسيج الحضري مع القرى الاستعمارية القديمة وتوسيع السكن غير القانوني.

## مواصلات
يخدم المدينة:

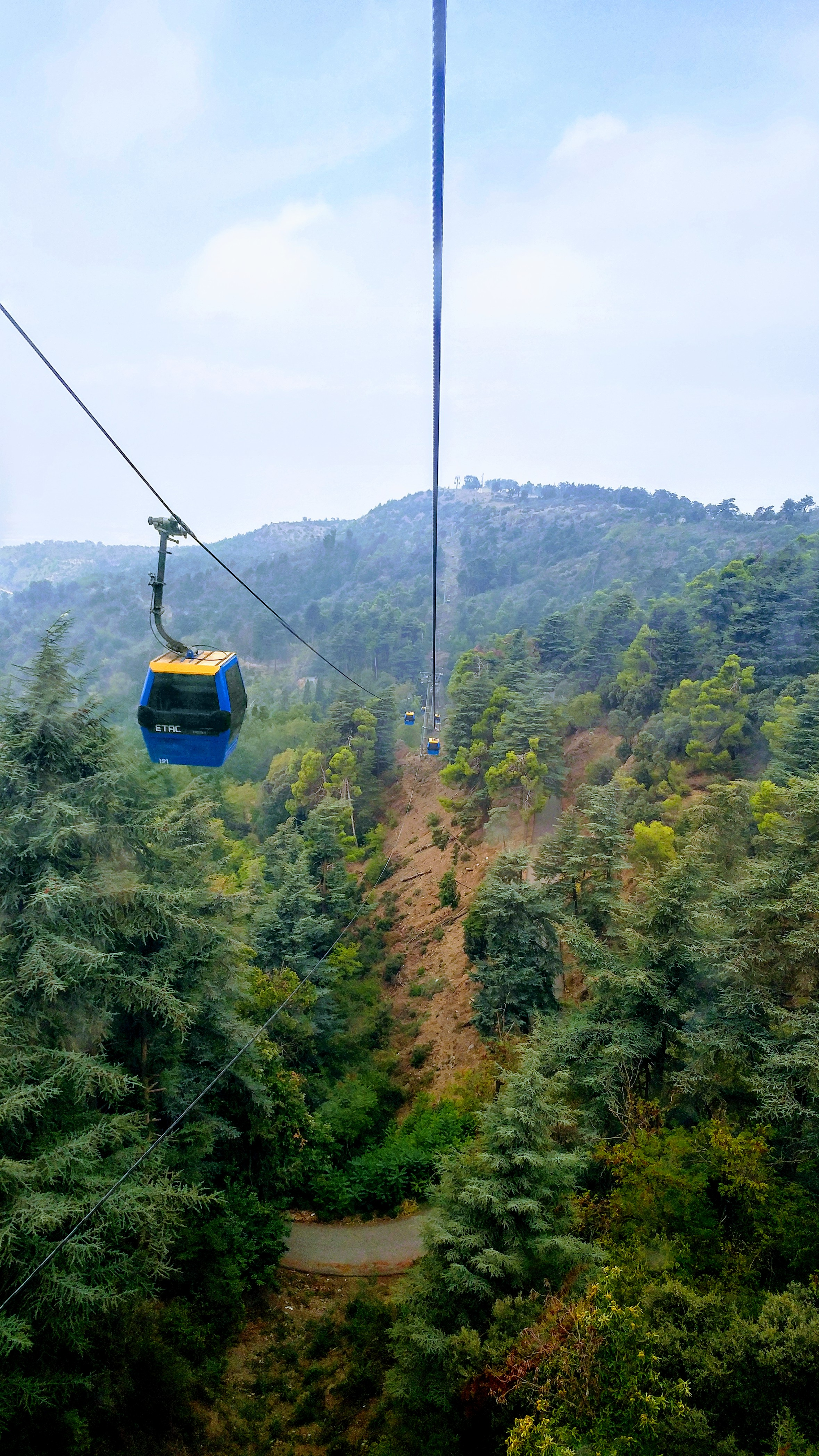
المصعد الهوائي نحو الشريعة.

- الطريق السيار شرق-غرب: على بعد 3 كم شمال المدينة، يربط وهران إلى الغرب، سطيف وقسنطينة وعنابة إلى الشرق والجزائر العاصمة تقع على بعد 50 كم.
- الطريق العابر للصحراء: من خلالها يمكن الوصول إلى المدن الواقعة بجنوب البلاد.
- محطة القطار: نحو غرب وشرق البلاد.
- المصعد الهوائي نحو الشريعة.
- أقرب مطار: مطار هواري بومدين بالجزائر العاصمة
- الطريق الوطني رقم04
- الطريق الوطني رقم 37[15]
- الطريق الوطني رقم 69
- الطريق الولائي رقم 108
- الطريق الولائي رقم 143

## الثقافة

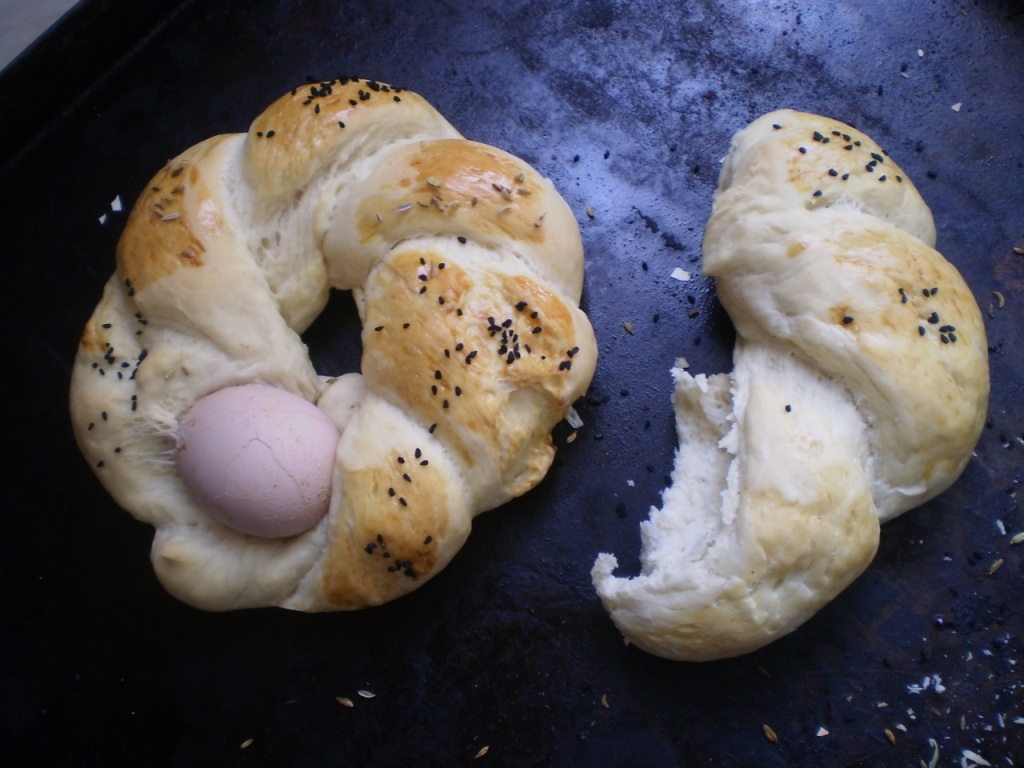
خبز العيد

مدينة الفن والتقاليد، ترحب البليدة بالموسيقى العربية الأندلسية، وترتبط بـ«صنعة» الجزائر العاصمة، لكنها تدعي «الاستقلال الذاتي» النسبي.
حافظت البليدة على العديد من الحرف التقليدية مثل تقطير ماء الزهر والتطريز على القماش وأعمال النحاس.
تشتهر المدينة بصناعة الحلويات التقليدية الجزائرية.
 تركت الفترة العثمانية بصماتها على السكان المحليين.  من التخصصات الموروثة من الأتراك: التشاراك، والبقلاوة والقطايف. تتميز حلويات البليدة أيضا بشكلها الفني، فقد شهدت المدينة انتشار محلات الحلويات التقليدية.

## التراث

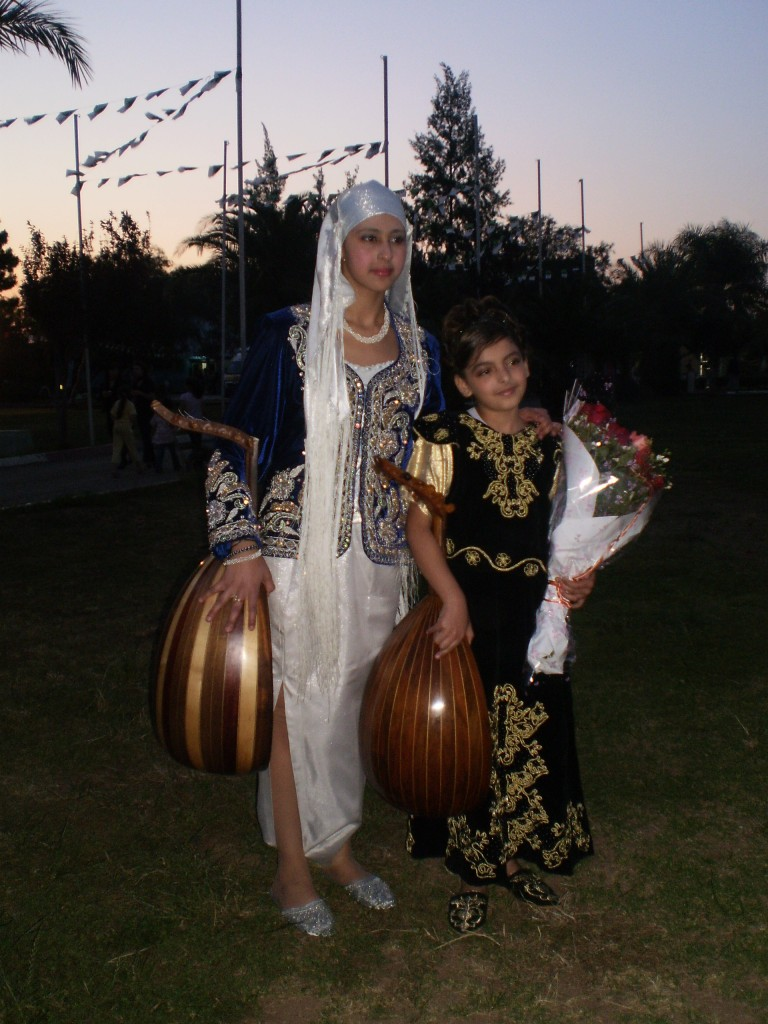
موسيقيات بالألبسة التقليدية

أعطيت النواة الحضرية الأولى مسجد يقع في ما يعرف الآن بساحة 01 نوفمبر التي يسميها البليديون «ساحة التوت». تم تحويل هذا المبنى الديني إلى ثكنات، ثم مستشفى وكنيسة وأخيراً مدرسة، قبل أن يتم هدمه ليصبح ساحة السلاح (بالفرنسية: Place d'arme). تم بناء مؤسستين أخريين، فرن وحمام تقليدي من قبل قوة عاملة تم تجنيدها من اللاجئين الأندلسيين من أوليبة (تقع في إسبانيا حاليًا).
ضريح سيدي أحمد الكبير، الذي يقع في المقبرة بالقرب من وادي سيدي الكبير، على بعد 3 كيلومترات جنوب المدينة، حيث دفن الولي الصالح للبليدة وابنيه. من بين المساجد الأربعة المتاحة للمدينة قبل الاستعمار الفرنسي، تم تحويل أحدهم إلى كنائس كاثوليكية، وتحول أحدهم إلى ثكنات، وترك الباقي للمسلمين. مساجد ابن سعدون (اكتملت في نهاية القرن التاسع عشر) والحنفي (أقيمت عام 1750)، بناها الأتراك. تم تحويل مسجد بابا محمد، الذي تقع عند مدخل باب الجزائر، إلى ثكنة لإيواء العسكريين.
حي الدويرات، كما يسمى أيضًا حي أولاد السلطان، هي أقدم حي في البليدة، ومعظم منازلها مبنية على الطراز المغاربي. لقد تدهور الحي بشكل عميق.

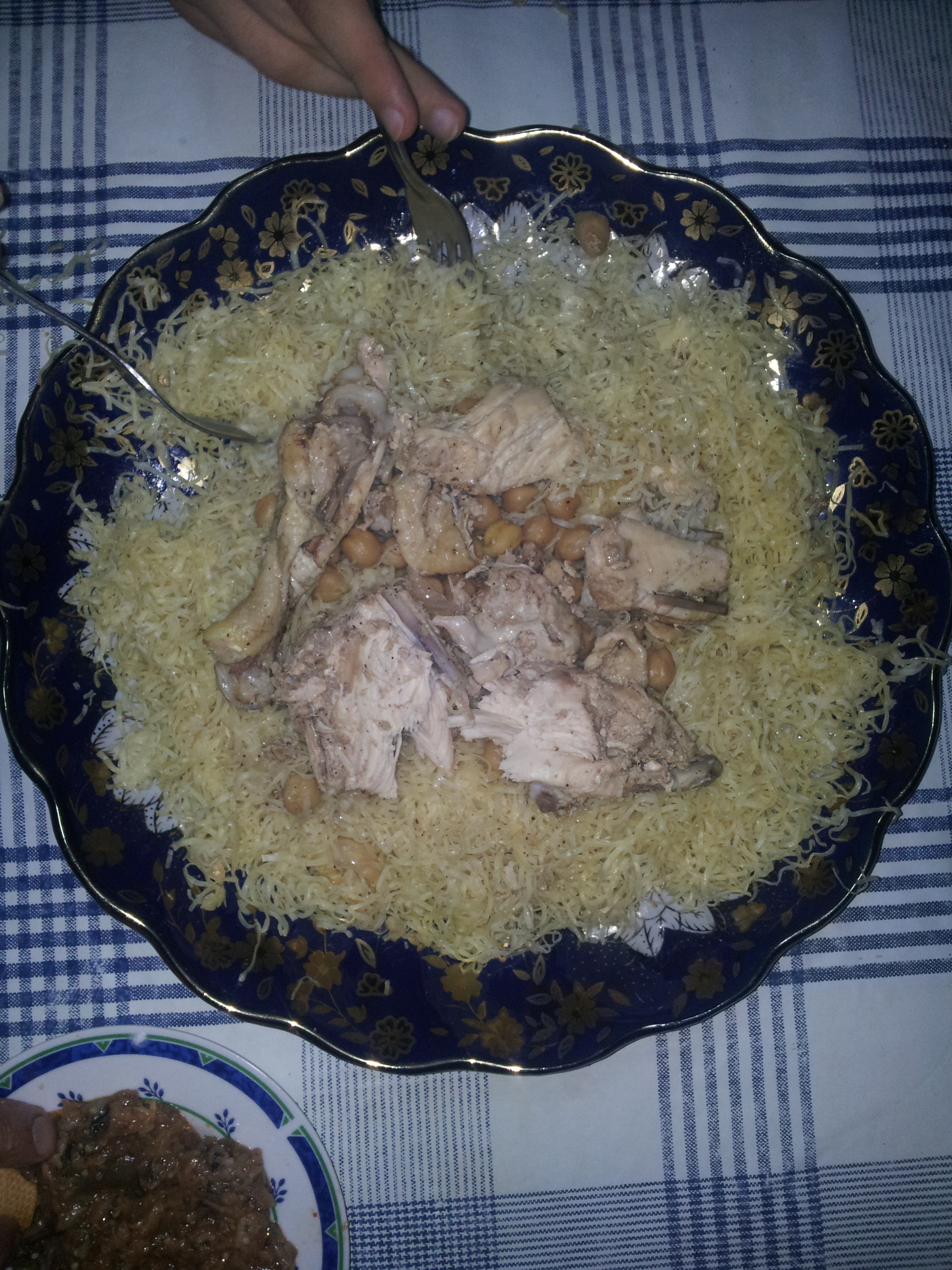
رشتة
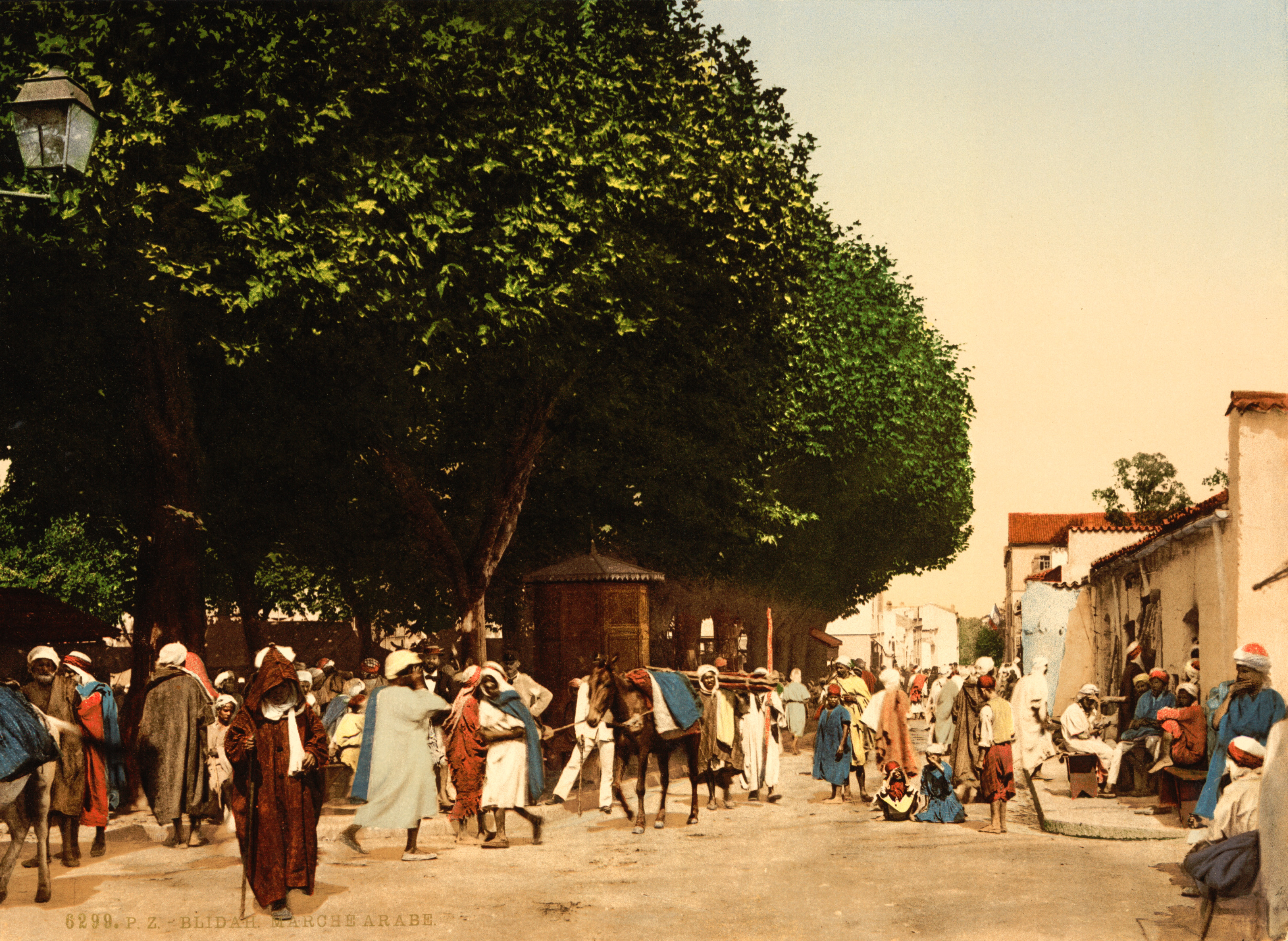
سوق عربي
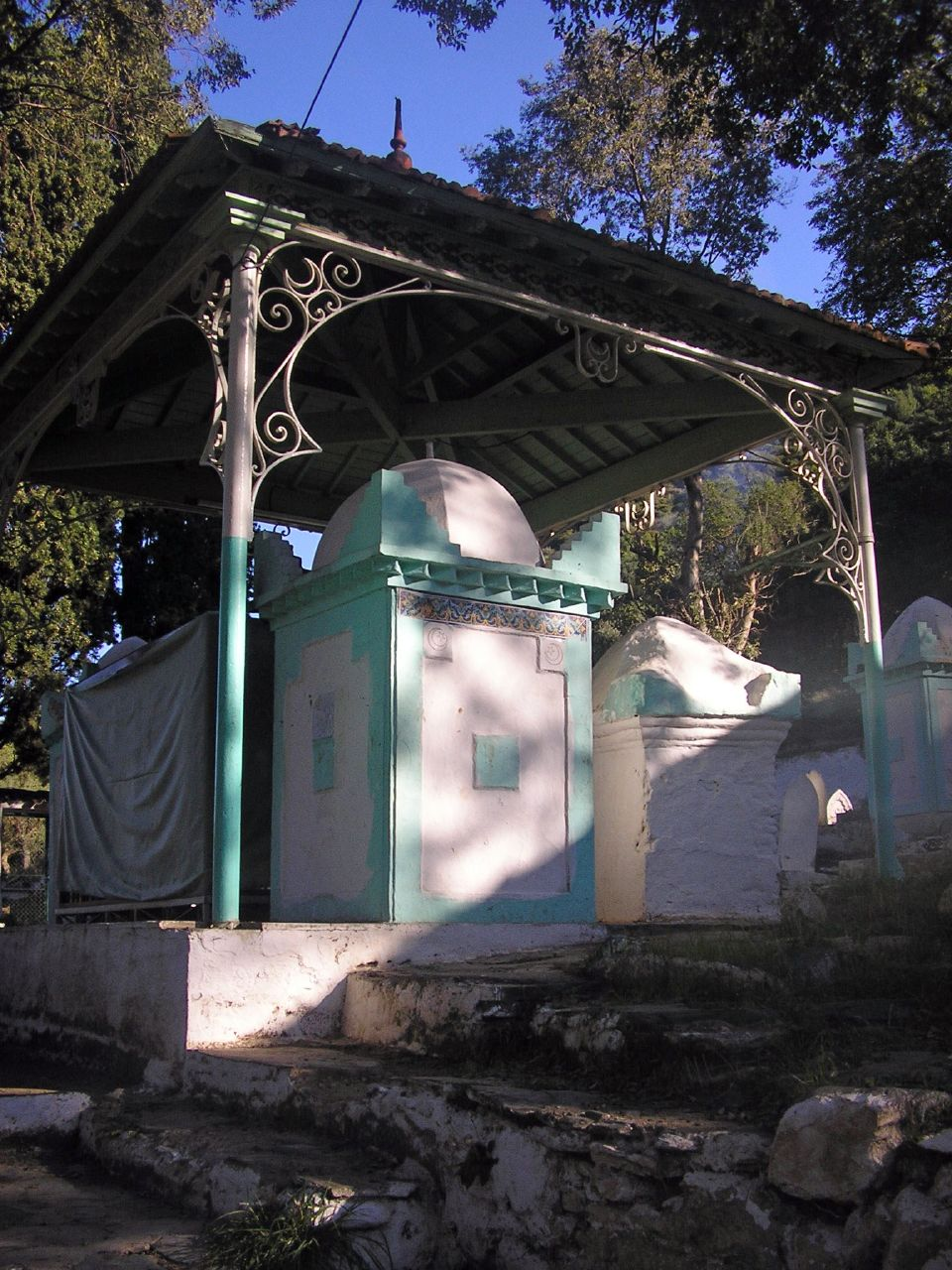
ضريح الولي الصالح سيدي الكبير
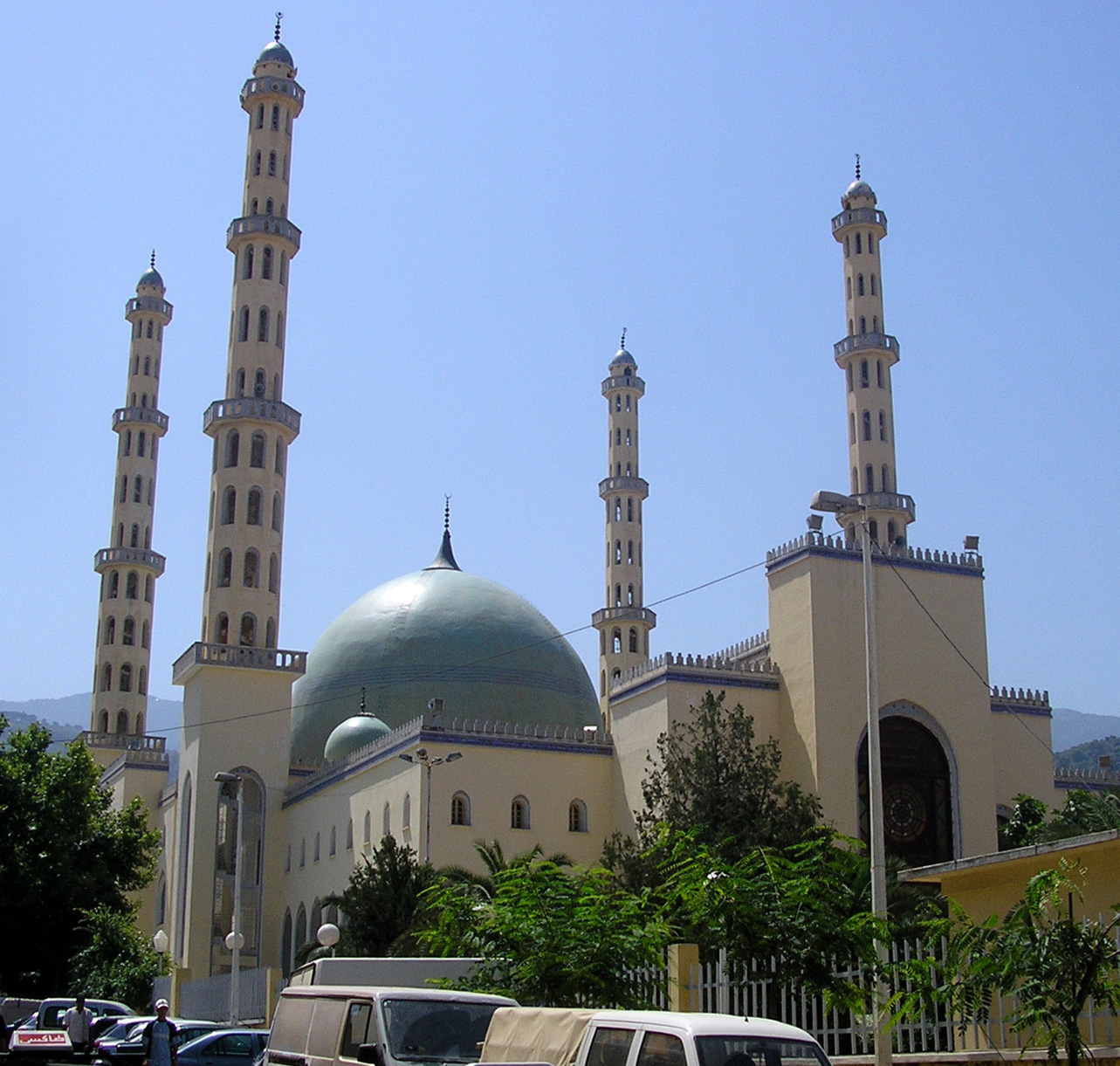
مسجد الكوثر

## منشآت قاعدية

### التعليم

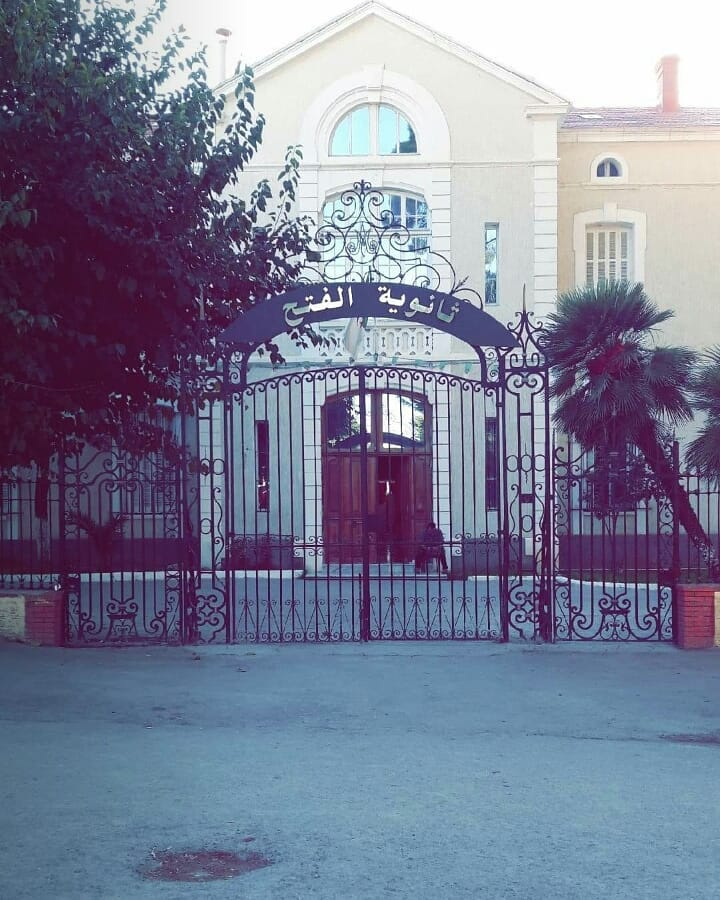
ثانوية الفتح

لولاية البليدة جامعتان والعديد من معاهد التكوين المهني والمؤسسات التربوية.
في 8 سبتمبر 1981، فتحت أبواب المركز الجامعي للبليدة. عند الدخول الجامعي التاريخي، بلغ عدد الطلاب المسجلين 526 طالبًا، وبلغ عدد المدرسين 57 مدرّسًا، بما في ذلك 17 أجنبيًّا. أصبح المركز الجامعي في أغسطس 1989، جامعة البليدة.
سميت باسم «جامعة سعد دحلب» تكريما للمناضل سعد دحلب، وهي جامعة وطنية عمومية، وتقع في بلدية أولاد يعيش على طريق الصومعة. في الآونة الأخيرة، تم بناء قطب جديد آخر للجامعة على مستوى مدينة العفرون، مع وجود العديد من الكليات والأحياء الجامعية.
في عام 2013، تم تقسيم جامعة البليدة إلى جامعتين 1 و 2. ورثت جامعة البليدة 1 من جامعة البليدة السابقة موقعها على طريق الصومعة واحتفظت باسم سعد دحلب وبعض الكليات. تقع جامعة البليدة 2 المسماة باسم النقيب السابق في جيش التحرير الوطني «لونيسي علي»، في موقع العفرون وقد ورثت نصف كليات الجامعة الأولى.

### الصحة

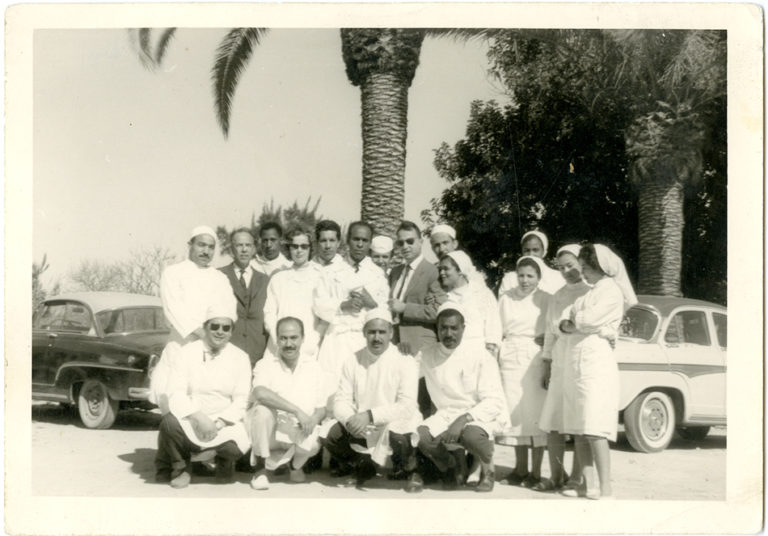
فرانز فانون 1953-1956

تحتضن مدينة البليدة عدة مستشفيات ومراكز صحية، أهمها:
- مستشفى فرانس فانون: هو مستشفى عمومي جامعي، كان سابقًا مستشفى للأمراض العقلية في عهد الاحتلال الفرنسي (كان يسمى أنذاك: Hôpital psychiatrique de Blida[الفرنسية]).
- مستشفى إبراهيم تِريشين: هو مستشفى عمومي، كان يسمى سابقًا "Hôpital Faubourg".
- مستشفى البليدة العسكري: هو مستشفى عسكري جديد.
- المركز الاستشفائي المتخصص في زراعة الأعضاء والأنسجة: دُشّن في أغسطس 2019.[16]

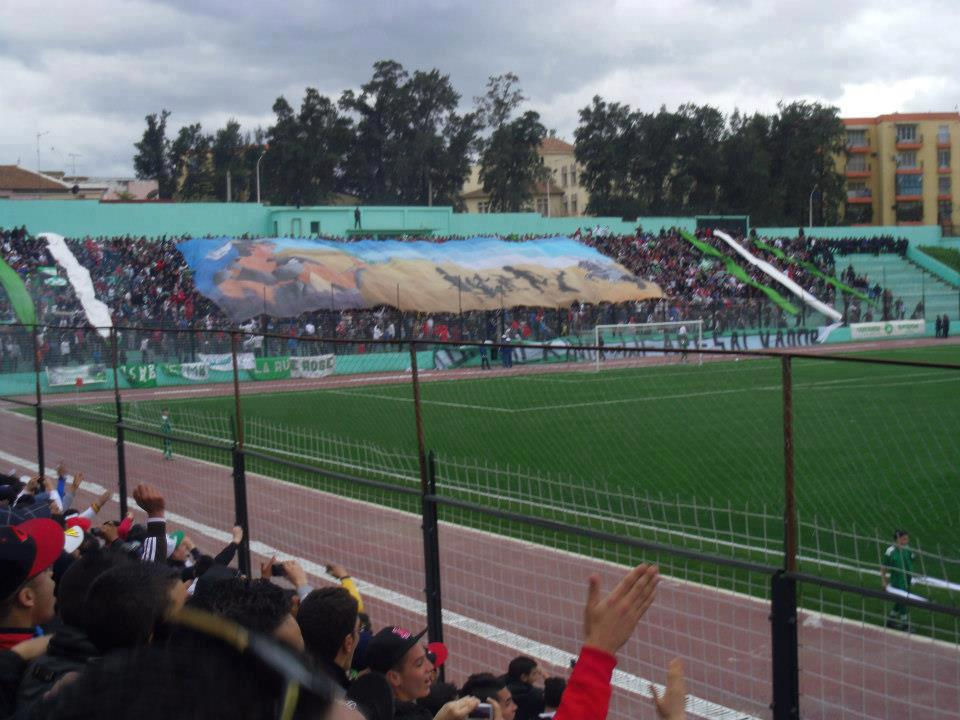
ملعب الإخوة براكني

### رياضية
- ملعب مصطفى تشاكر: هو الملعب الرئيسي لمدينة البليدة، وهو إحدى ملاعب منتخب الجزائر لكرة القدم حاليًا ولاتحاد البليدة لكرة القدم سابقًا، حيث يتسع إلى 25 ألف متفرج حاليًّا.
- ملعب الإخوة براكني: هو ملعب نادي اتحاد البليدة لكرة القدم حاليًا، حيث يتسع إلى 8 آلاف متفرج.
- قاعة حسين شعلان: هي قاعة متعددة الرياضات تقع بالمركب الرياضي مصطفى تشاكر.

## الرياضة

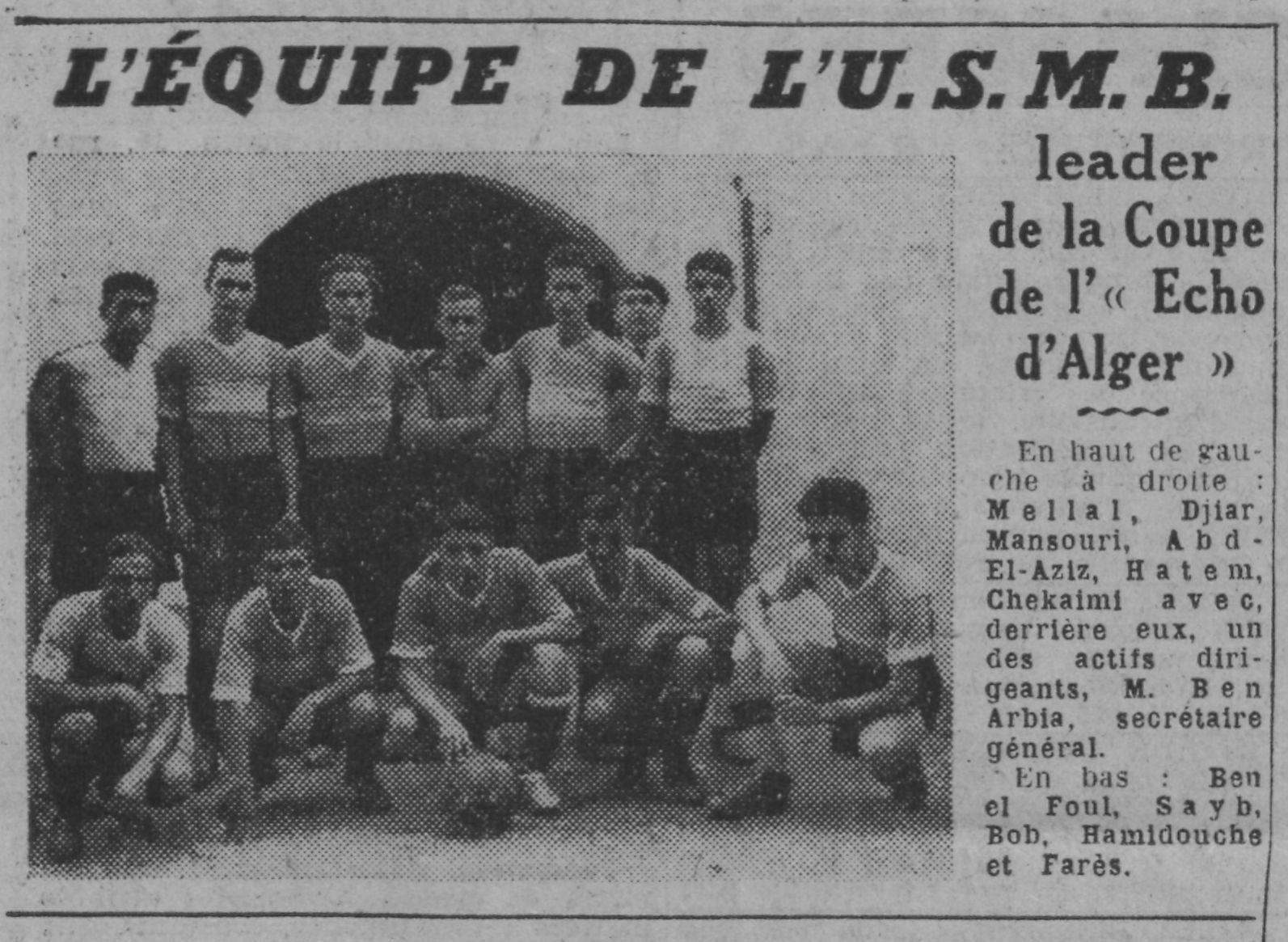
إتحاد البليدة 1941-1942

### أندية
- الاتحاد الرياضي لمدينة البليدة، يختصر له بـ USMB
- الجمعية الرياضية لمدينة البليدة، يختصر لها بـ ASMB
- نادي البليدة لكرة القدم، يختصر له بـ FCB

## أعلام المدينة
شخصيات رياضية
- هنري سالفانو[الفرنسية] (1901-1964)، لاعب كرة قدم فرنسي، من مواليد البليدة
- بوقرة بلقاسم (ولد في 1920م)، لاعب كرة قدم جزائري باتحاد البليدة، من مواليد البليدة
- عبد القادر معزوز (ولد في 1932م)، لاعب كرة قدم جزائري باتحاد البليدة، من مواليد البليدة
- رضا زواني (ولد في 1968م)، لاعب كرة قدم جزائري من مواليد البليدة
- بلال زواني (ولد في 1969م)، لاعب كرة قدم جزائري من مواليد البليدة
- الهادي فيصل واضح (ولد في 1983م)، لاعب كرة قدم جزائري من مواليد البليدة
- فارس حميتي (ولد في 1987م)، لاعب كرة قدم جزائري من مواليد البليدة
- عبد القادر بدران (ولد في 1992م)، لاعب كرة قدم جزائري من مواليد البليدة
- صادق عبد الله الحاج (ولد في 2004م) لاعب كرة قدم جزائري من مواليد البليدة

شخصيات أدبية وثقاقية وفنية

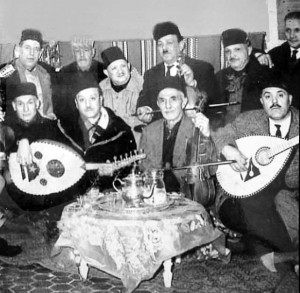
الفرقة الموسيقية للجمعية الثقافية الودادية، من أعضائها محمد بن قرقورة، دحمان بن عاشور

- إليسا رايس (1876-1940م)، مؤلف الروايات الشرقية والقصص القصيرة، من مواليد البليدة
- محمد توري[الفرنسية] (1914-1959م)، ممثل وفكاهي جزائري، من مواليد البليدة
- عائشة عجوري (1916-2010م)، ممثلة
- عبد الرحمان عزيز (1920-1992م)، مغني جزائري مشهور بأغنية «يا كعبة يا بيت ربي»، عاش بالبليدة ودفن بها
- باية (1931-1996م)، رسامة، عاشت وماتت في البليدة
- رابح درياسة (ولد في 1934م)، مطرب جزائري للموسيقى الشعبية من مواليد البليدة
- محمد مازوني (ولد في 1940م)، مغني جزائري من مواليد البليدة
- رشيد نوني[الإنجليزية] (1943-1999م)، موسيقي ومغني الشعبي الجزائري من مواليد البليدة
- محمد طوبال (1945-1993م)، موسيقي ومغني الشعبي الجزائري من مواليد البليدة
- عبد القادر مايدي (ولد في 1947م)، كاتب وشاعر
- فريد خوجة (ولد في 1964م)، مغني ومؤلف الموسيقى الأندلسية، من مواليد البليدة
- عمار مريش (ولد في 1964م)، شاعر وصحفي جزائري من مواليد البليدة
- نسيمة طرفاية (ولد في 1965م)، كاتبة جزائرية
- دحمان بن عاشور[الفرنسية] (1912-1976م) اسمه الحقيقي «عبد الرحمن بن عاشور»، موسيقي ومغني الأندلسي الجزائري من مواليد أولاد يعيش
- محي الدين محفوظ (1903-1979م)، موسيقي ومغني الأندلسي الجزائري من مواليد البليدة
- فريدة صابونجي (1930-2022م) فنانة وممثلة جزائرية
- عمر طيان (1940-2018م) فنان وممثل جزائري
- محمد وجدي (-) اسمه الحقيقي «محمد دشيشة»، مغني جزائري
- عبد القادر قسوم (1946-2010م) موسيقي ومغني الشعبي الجزائري من مواليد البليدة
- علي متيجي، موسيقي جزائري
- صالح أوقروت (ولد سنة 1961م ببلدية بريف لا غايارد الفرنسية)، ممثل وكوميدي جزائري يعود أصله إلى مدينة البليدة
- سهيلة بلبحار (1934-2023م) رسامة جزائرية

شخصيات سياسية ومجاهدين
- محفوظ نحناح (1942-2003م) سياسي جزائري مولود بالبليدة
- بن يوسف بن خدة (1920-2003م) سياسي جزائري، عاش بالبليدة
- جيلالي بونعامة (1926-1956م) مجاهد جزائري، استشهد بالبليدة ودفن بها

علماء الإسلام
- عبد الله المتيجي (1156–1238م)،
- ضياء الدين محمد بن عبد الله المتيجي (؟؟-1261م)
- محمد بن محمد البليدي (1684-1763م)
- محمد علي برينيس المدعو «الشيخ البليدي»، إمام ومقرئ جزائري من البليدة
- محمد الهادي الحسني (ولد سنة 1947م ببن ياجيس التابعة لولاية جيجل)، عاش بالبليدة
- محمد مكركب (ولد في 1943م)

شخصيات أخرى
- فيكتور مارغريت (1866-1942م)، كاتبة فرنسية، من مواليد بالبليدة
- محمد كواسي (1922-1996م)، مصور ضوئي ومجاهد في جيش التحرير الوطني الجزائري
- فرانتس فانون (ولد سنة 1925م بمدينة فور دو فرانس الواقعة بجزيرة مارتينيك)، كاتب وطبيب نفسي فرنسي عاش بالبليدة
- مختار جبابي (ولد سنة 1964م) اختصاصي ذاكرة الماء جزائري
- البروفيسور بن عيسى عبد النبي (ولد في 1950م)، طبيب جراحة الأعصاب جزائري
- محمد بورويسة (ولد في 1978م)، مصور ضوئي، من مواليد البليدة
- الدكتور فتحي بن أشنهو، طبيب جزائري مختص في الصحة العمومية
- أمينة حريش، اختصاصية اجتماعية جزائرية
- فارس مسدور (ولد سنة 1973م)، خبير اقتصادي جزائري
- بلال فرفيرة، أستاذ متخصص في قاعدة البيانات ومبرمج تصاميم، من مواليد البليدة (1978م) مؤسس "شمس الأندلس"
- سيد أحمد جبابي، (1944-2018م)، مطبعي وفنان، ومجاهد في العمل الفدائي أثناء الثورة الجزائرية، من مواليد البليدة

## معرض الصور

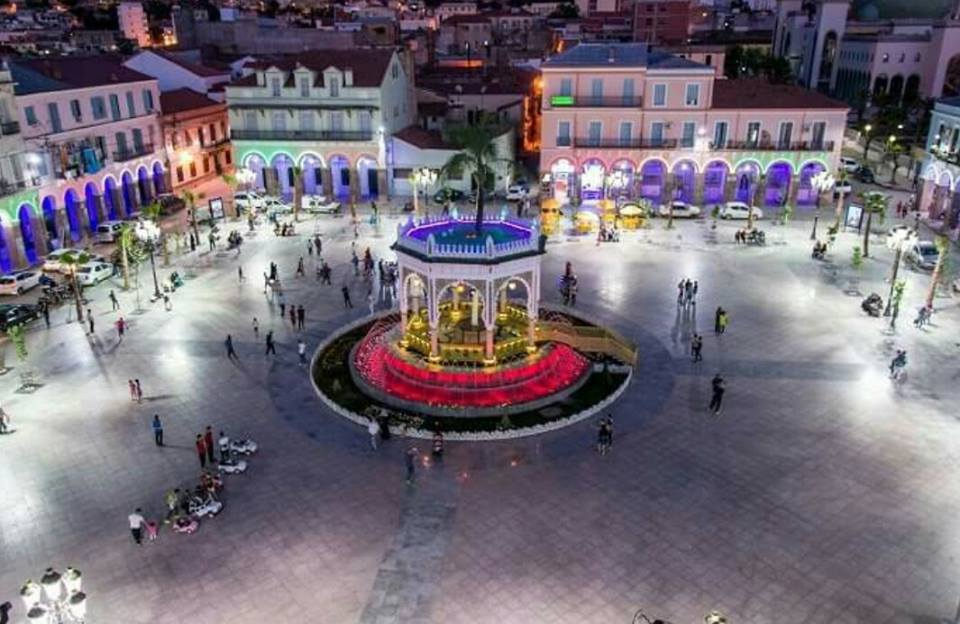
ساحة أول نوفمبر بالبليدة ليلاً
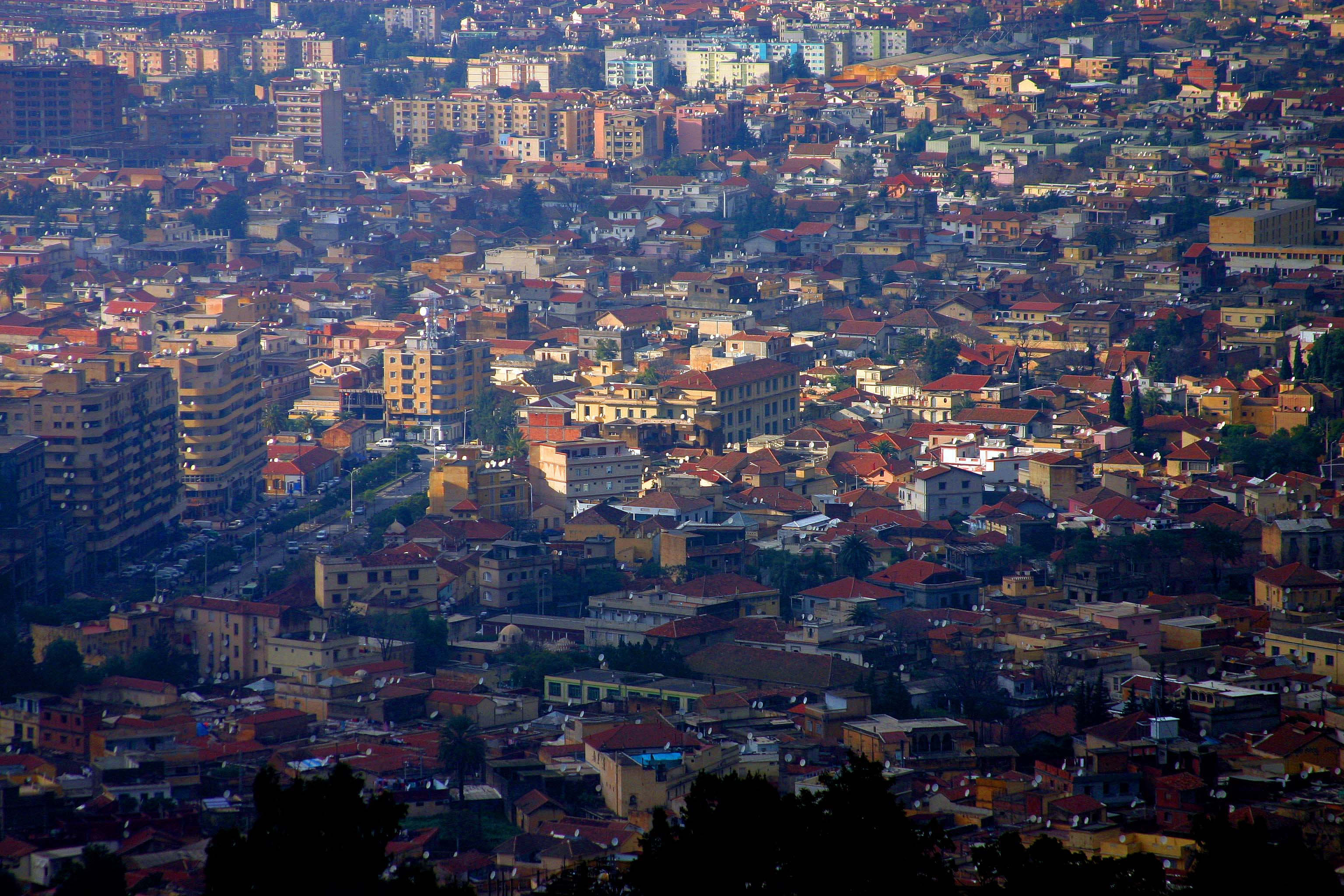
مدينة البليدة من الأعلى
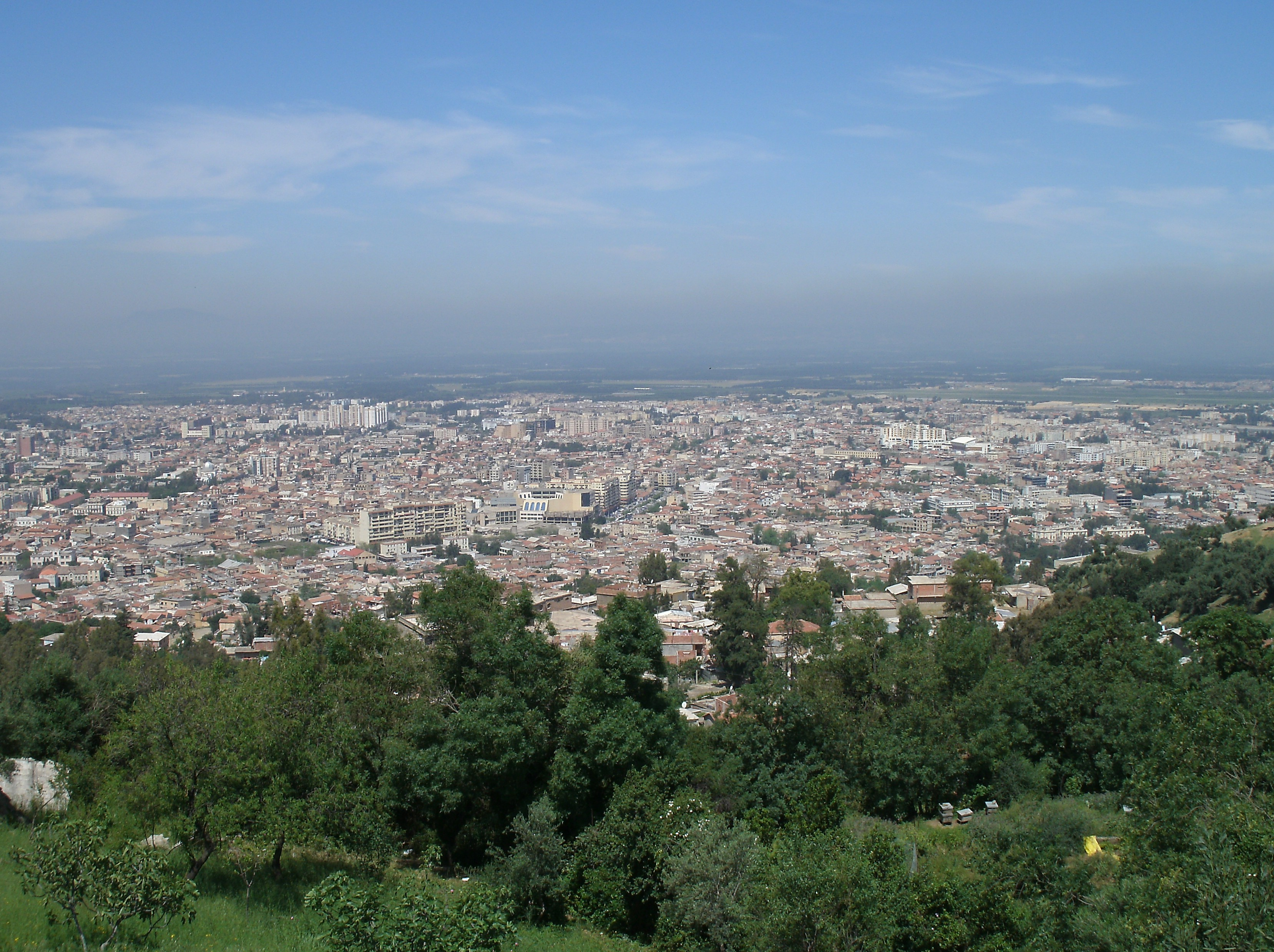
مدينة البليدة من جبال الأطلس البليدي
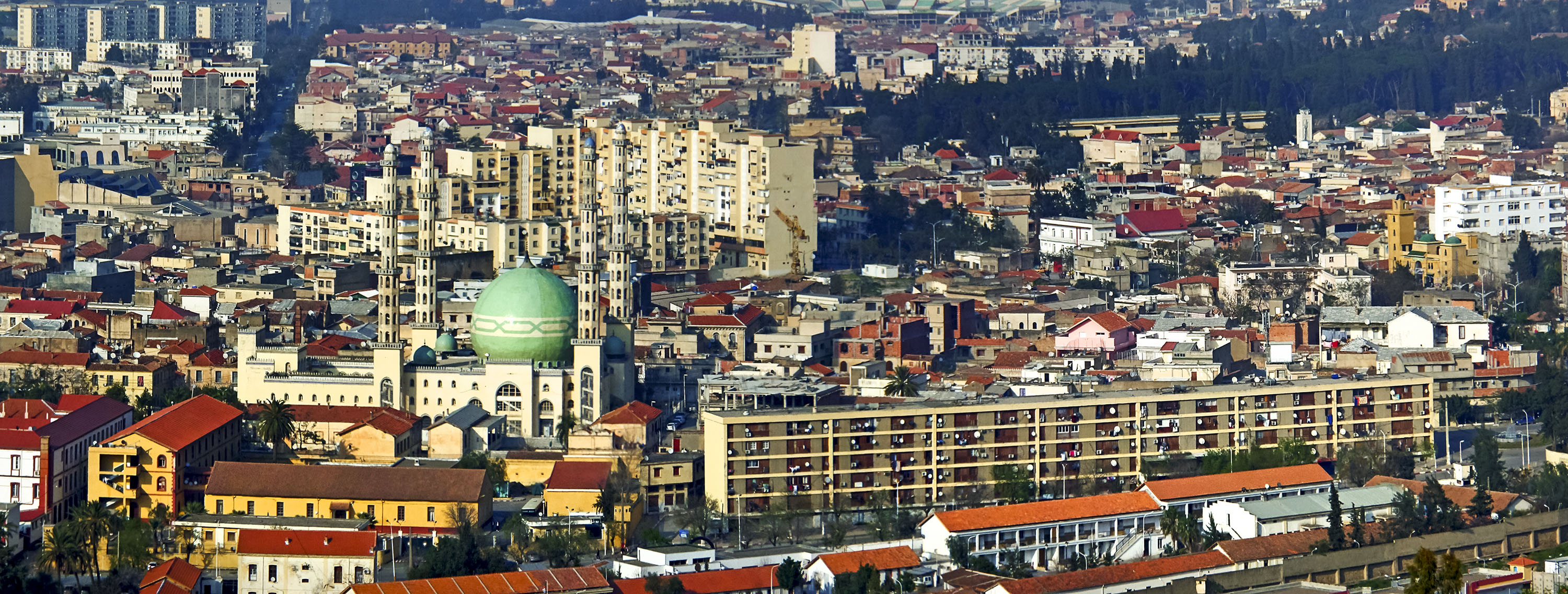
منظر على مسجد الكوثر وباب الرحبة
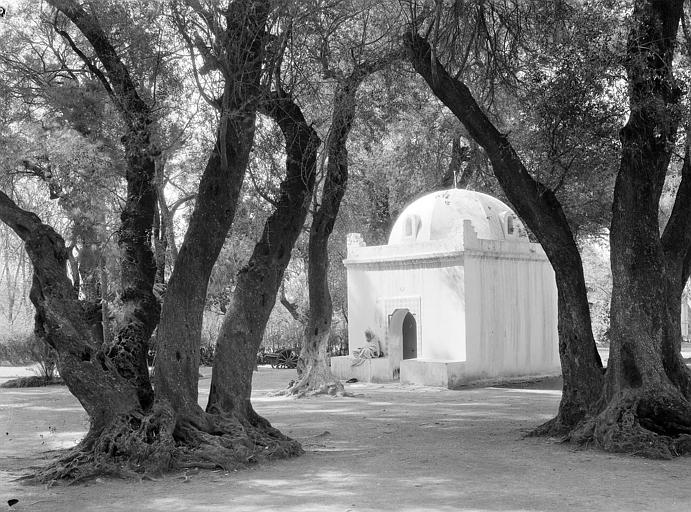
الحديقة العمومية محمد الخامس (سيدي يعقوب) في حوالي 1925، كانت تسمى أنذاك "Bois sacré" (تعني بالفرنسية "الغابة المقدسة")
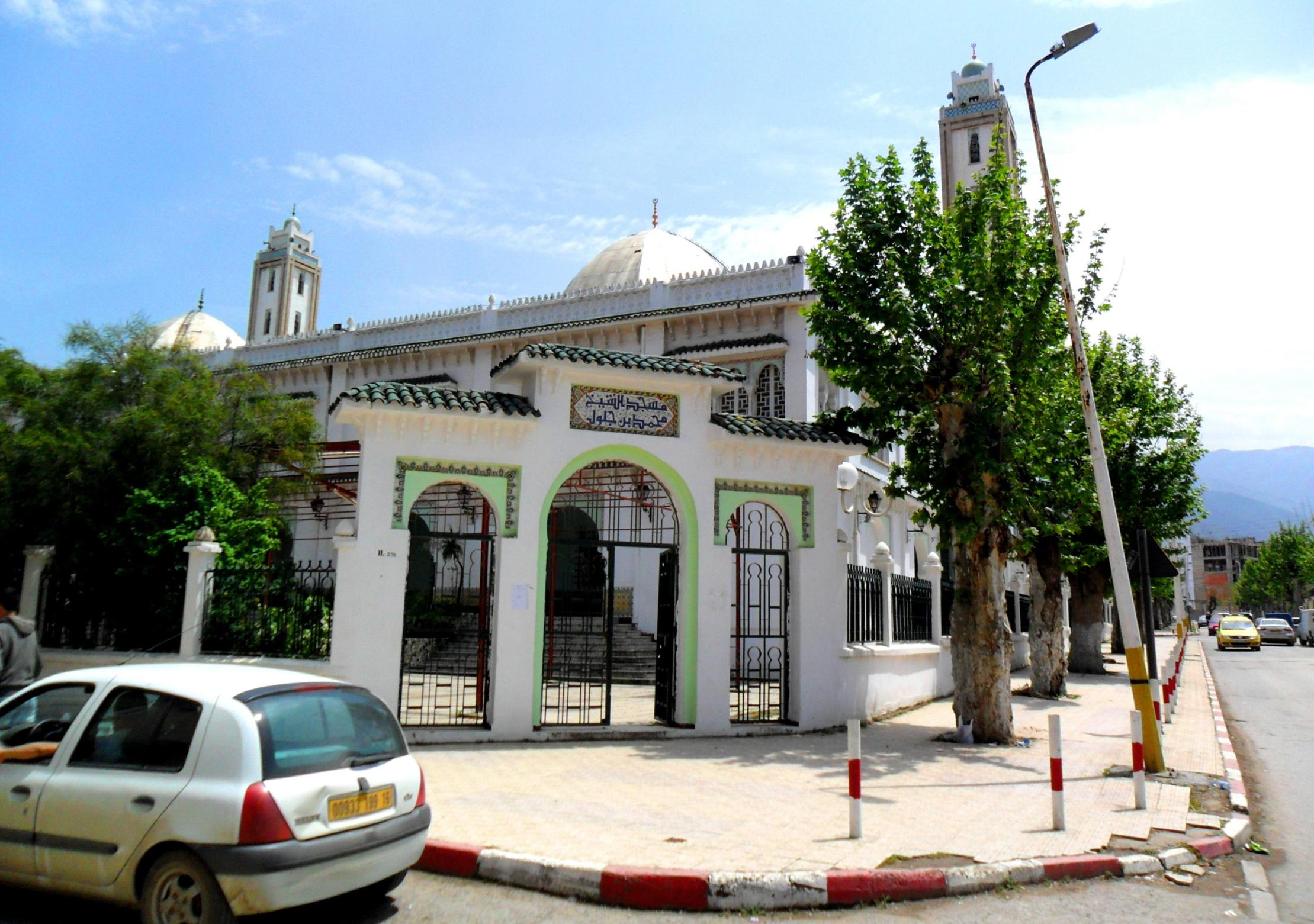
مسجد ابن جلول بحي بن بولعيد
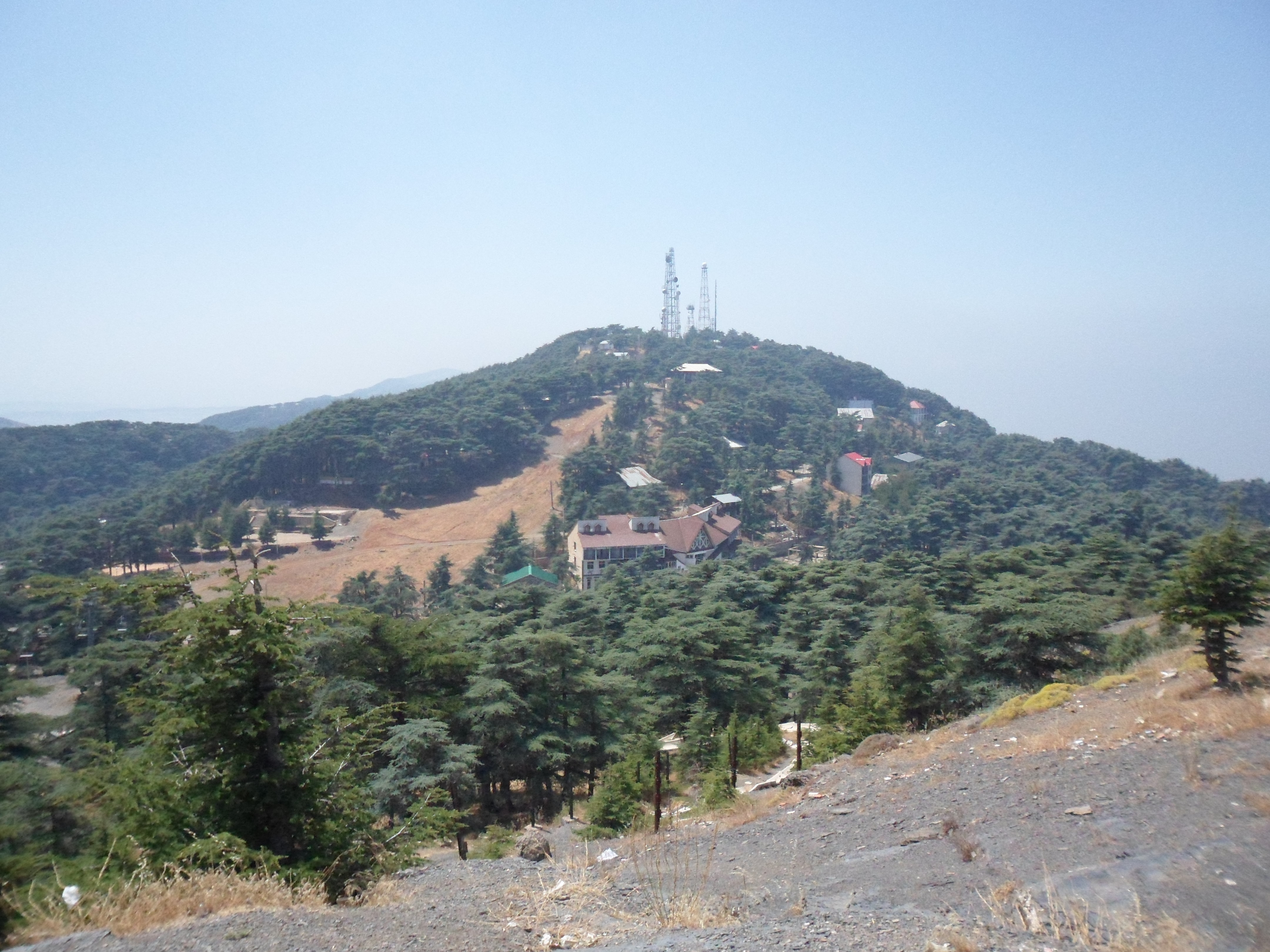
الشريعة في أعالي البليدة
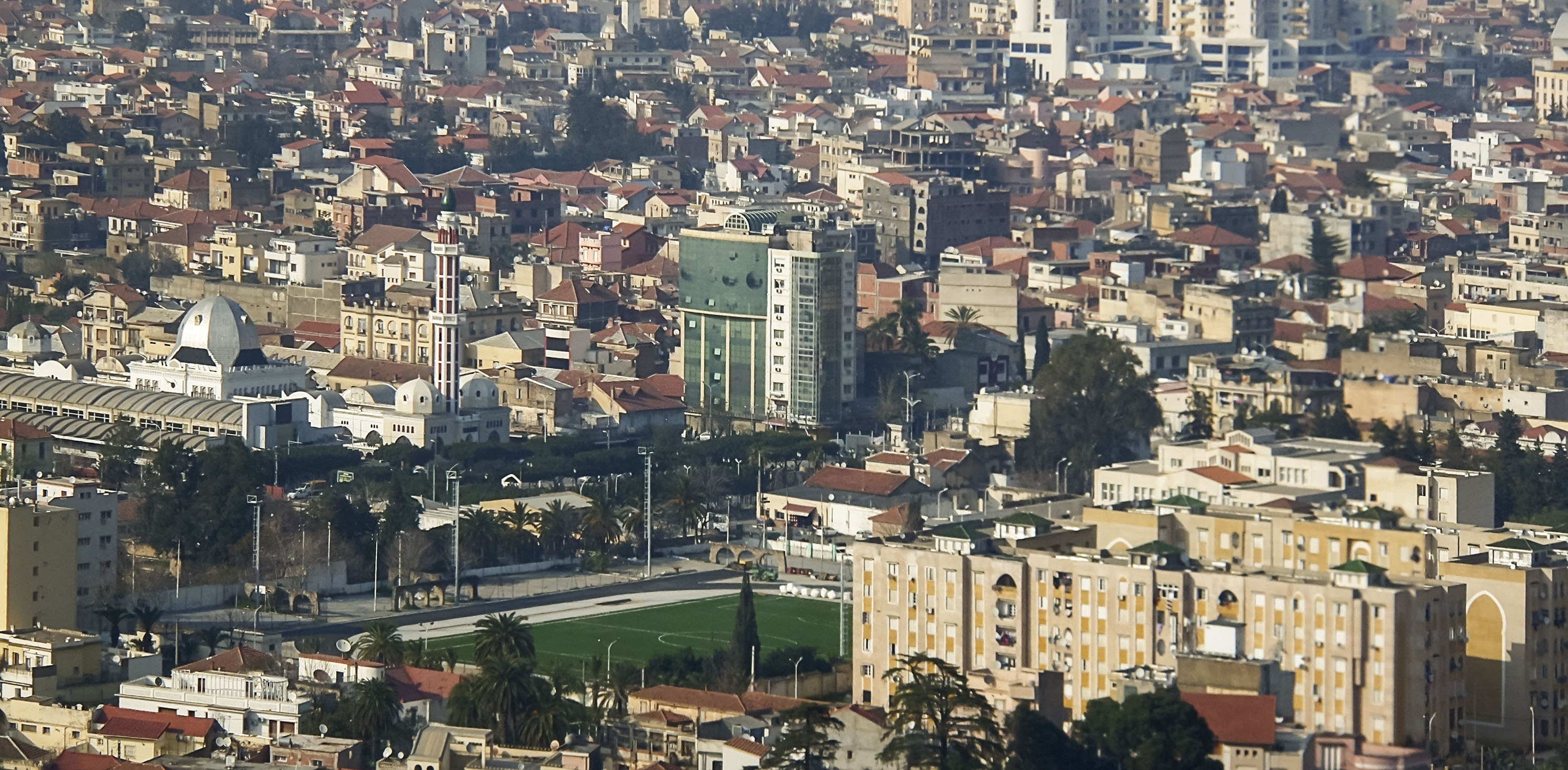
منظر على باب السبت

## وصلة خارجية
- تاريخ ولاية البليدة
- البليدة وسط المدينة